# Paramesembrius abdominalis
Paramesembrius abdominalis är en tvåvingeart som först beskrevs av Sack 1927.  Paramesembrius abdominalis ingår i släktet Paramesembrius och familjen blomflugor. Inga underarter finns listade i Catalogue of Life.